# Faux-palier
Un faux-palier est un meuble normand composé d'un ensemble d'étagères superposées maintenues par quatre montants fixés sur des patins adhérant au sol.
Il diffère du vaisselier par ses côtés qui, au lieu de reposer sur un bas de buffet, se prolongent jusqu’au sol. Il est fixé au mur par des pattes fiches. Il reçoit la vaisselle d’usage courant, les plats à douillons, les cruches à cidre d’argile ou de grès sur la partie supérieure et sur la partie inférieure le « pucheux » et les seaux à eau récurés.